# Tentativa de asasinat asupra lui Donald Trump
Pe 13 iulie 2024, Donald Trump, un fost președinte al Statelor Unite și nominalizatul probabil din partea Partidului Republican pentru alegerile prezidențiale din 2024, a supraviețuit unei tentative de asasinat în timp ce ținea un discurs de campanie în aer liber la o adunare în apropiere de Butler, Pennsylvania. Trump a fost împușcat și rănit în partea superioară a urechii drepte de către Thomas Matthew Crooks, un bărbat de 20 de ani din Bethel Park, Pennsylvania, care a tras opt focuri de armă cu o pușcă de tip AR-15 de pe acoperișul unei clădiri din apropiere. Crooks, de asemenea, a omorât un om din public și alți doi au fost grav răniți. El a fost ulterior împușcat și omorât de către echipa de lunetiști a Serviciului Secret al Statelor Unite.
Videoclipul arată cum Trump duce mâna la ureche și se adăpostește după pupitrul său, unde agenții Serviciului Secret au făcut scut în jurul lui până ce atacatorul a fost ucis. Fotojurnalistul Evan Vucci de la Associated Press a captat imagini cu Trump însângerat în care ridică pumnul în aer și strigă „Luptăm!” în timp ce agenții săi îl escortează în afara pericolului; imaginile au devenit virale pe rețelele de socializare. Trump a fost dus la spital, tratat, și externat în stare bună în aceeași zi. Și-a făcut prima apariție publică după împușcare două zile mai târziu la Convenția Națională Republicană din 2024 din Milwaukee, Wisconsin.
Directorul Serviciului Secret, Kimberly Cheatle, și-a dat demisia zece zile mai târziu după răspândirea criticilor la adresa securității din timpul adunării și a mărturiei sale din Congres. Președintele Joe Biden a cerut o anchetă independentă a organizării securității. Biden de asemenea a condamnat violența și a cerut o reducere a retoricii politice bazate pe ură, subliniind importanța soluționării pașnice a diferendelor politice. Manipularea, dezinformarea și teoriile conspirației s-au răspândit rapid pe rețelele de socializare imediat după tentativă. Parlamentarii au cerut creșterea securității pentru principalii candidați din alegeri.

## Context
La momentul incidentului, Donald Trump era nominalizatul probabil al republicanilor pentru alegerile prezidențiale din 2024. Împușcarea a avut loc cu două zile înainte de începerea, pe 15 iulie, a Convenției Naționale Republicane din 2024 din Milwaukee, Wisconsin. O încercare anterioară de violență față de Trump în timpul unuia dintre mitingurile sale a avut loc în 2016, când un bărbat a încercat să apuce pistolul unui ofițer de securitate la un miting în afara Las Vegas.
Pe 3 iulie 2024, s-a anunțat că Trump va organiza o adunare pe 13 iulie la Butler Farm Show Grounds în Connoquenessing Township și Meridian, în apropiere de Butler, Pennsylvania.  Pe 10 iulie, o echipă avansată a început să se instaleze pentru miting, inclusiv instalarea de generatoare într-un mare câmp deschis. Adunarea a făcut partea din campaniile lui Trump de-a încerca să câștige voturi în Pennsylvania, stat care unele sondaje arată că e un swing state (stat violet); având 19 voturi în Colegiul Electoral. David McCormick, candidatul republican la alegerile concurente pentru Senatul Statelor Unite ale Americii, a fost invitat să apară pe scenă în timpul mitingului pentru a spori sprijinul pentru campania sa. Reprezentantul SUA Mike Kelly a spus că a contactat campania Trump pentru a recomanda organizarea mitingului într-o zonă care ar putea suporta o mulțime mai mare decât Butler Farm Show Grounds și că răspunsul lor a fost: „Apreciem contribuția dvs., dar deja ne-am hotărât”.
La adunările de la mitingurile lui Trump s-au făcut controale pentru obiectele interzise, inclusiv arme. Serivicul Secret verifică și monitorizează în mod obișnuit clădirile și întreprinderile din apropiere, inclusiv structurile din afara perimetrelor de securitate. Evenimentul a avut securitatea într-o zonă exterioară, patrulată de poliția de stat, și un perimetru interior, în care se aflau agenți ai Serviciului Secret. De asemenea, patru echipe separate de contra-lunetiști au fost alocate evenimentului, două de la Serviciul Secret și două de la forțele de ordine locale. Poliția de stat din Pennsylvania, care servește drept agenție de aplicare a legii pentru Connoquenessing Township, a fost, de asemenea, implicată în probleme de securitate. Poliția din Butler Township a primit sarcini de trafic. The Federal Bureau of Investigation had no information about any particular threats before the event. Biroul Federal de Investigații nu avea informații despre vreo amenințare specială înainte de eveniment. Serviciul Secret a sporit detaliile de securitate ale lui Trump în săptămânile anterioare din cauza informațiilor care indicau că Iranul complotează să-l asasineze pe Trump, ceea ce a determinat Serviciul Secret să intensifice măsurile de securitate înainte de incident. Ministrul iranian al afacerilor externe a negat această afirmație.

## Focurile de armă
Pe 7 iulie 2024, Thomas Matthew Crooks a vizitat Butler Farm Show Grounds, zona viitorului miting de campanie anunțat de Trump cu patru zile înainte. A petrecut 20 de minute acolo și s-a înregistrat să participe la adunare. Pe 12 iulie, Crooks s-a dus la un poligon de tragere și a exersat cu pușca sa, o pușcă de tip AR-15 produsă de DPMS Panther Arms cu o țeavă de 16 inchi (41cm), cu un cartuș 5.56×45mm NATO, luată de la tatăl său..
Pe 13 iulie, ziua tentativei de asasinat Crooks a luat o scară de 1,5 metri înainte să conducă către locul adunării de dimineață. Potrivit ABC, o echipă de ofițeri SWAT din Beaver County, însărcinată să sprijine Serviciul Secret, luaseră deja pozițiile în perimetrul de securitate până la mijlocul dimineții. Crooks a părăsit mitingul și a luat 50 de cartușe de la un magazin de arme, înainte de a se întoarce la locul adunării la ora 15:35, înarmat cu o pușcă și cu un dispozitiv de detonare în portbagajul mașinii sale. Crooks nu a fost supus controlului de securitate, deoarece se afla în afara perimetrului de securitate al Serviciului Secret pentru miting. În jurul orei 15:50, Crooks a survolat zona cu o dronă timp de 11 minute, arătând scena din spatele eventualei sale poziții de tragere.
La ora 4:26 p.m. (16:26), un ofițer local de la echipa de contra-lunetiști și-a încheiat tura și l-a zărit pe Crooks în jurul depozitului cel mai sudic al AGR International, unde erau poziționați lunetiștii de la poliție. Contra-lunetistul a trimis un mesaj text colegilor săi despre Crooks, menționând că ar putea ști despre prezența poliției în interiorul clădirii. New York Times a descris retrospectiv mesajele text care sugerau că Crooks a ridicat semne de suspiciune cu mai mult de 90 de minute înainte ca acesta să tragă. La ora 5:14 p.m. (17:14), unul dintre lunetiști aflați încă în clădire l-a văzut pe Crooks direct sub depozit și l-a fotografiat. Lunetistul l-a văzut „descoperind” acoperișul clădirii și purtând un telemetru de golf, ceea ce i-a alarmat în special pe ofițeri. Lunetistul a trimis imagini cu Crooks prin mesaje text altor membri ai forțelor de ordine înainte de a merge afară pentru a-l găsi și a păstra contactul vizual în timp ce soseau întăririle. Crooks a fugit din poziția sa și a scăpat de o căutare efectuată de patru ofițeri de poliție locală. Oamenii legii l-au reperat pe Crooks cu 20 de minute și 30 de minute înainte ca acesta să tragă. Mai mulți ofițeri locali de aplicare a legii l-au identificat pe Crooks și au crezut că acesta ar fi putut acționa suspect în apropierea magnetometrelor evenimentului; și-au exprimat suspiciunile prin radio, iar Serviciul Secret a fost informat despre acest lucru la un moment dat.
Trump a sosit pe scenă în jurul orei 6:03 p.m. (18:03). La 6:05 p.m. a început discursul.
La ora 6:06 p.m. Crooks a escaladat acoperișul cel mai nordic al complexului AGR International, nefolosindu-și scara. A traversat o serie de acoperișuri interconectate pentru a ajunge la eventuala sa poziție de tragere pe acoperișul cel mai sudic, între 120 de metri și 140 de metri la nord de locul adunării. 
. Mai mulți trecători au văzut o persoană de pe acoperiș care purta o pușcă și au alertat poliția despre el cu câteva minute înainte ca focurile de armă să fie trase asupra lui Trump.
Înclinarea acoperișului pe care se afla Crooks ar fi împiedicat lunetiștii de la Serviciul Secret să-l vadă în timp ce se târa într-o poziție de tragere; Vederea echipei de lunetiști din nord despre poziția lui Crooks fusese, de asemenea, blocată de copaci. Folosind o simulare tridimensională a împușcăturii, New York Times a raportat că „omul înarmat era în mare parte ascuns de doi copaci și de panta acoperișului unei clădiri de depozit, pe care l-a folosit ca biban."
Clădirea a găzduit trei lunetiști de poliție însărcinați să acopere mitingul, dar, din cauza lipsei de personal, niciunul dintre ei nu se afla pe acoperiș. Ridicat de un alt ofițer, un ofițer de poliție din Butler Township a încercat să urce pe acoperișul clădirii în căutarea bărbatului raportat. Crooks l-a zărit pe ofițer în timp ce mâinile ofițerului se agățau de marginea acoperișului și și-a îndreptat pușca spre ofițer, moment în care ofițerul ia dat drumul, căzând 2,4 m la pământ și rănindu-se grav la gleznă.
Crooks a început să tragă imediat după confruntarea cu ofițerul. La câteva minute după ce începuse discursul lui Trump, la aproximativ 18:11, Crooks a tras opt focuri de armă, trecând la limită glonțul pe lângă Trump și lovind trei oameni de la miting, unul murind, înainte ca acesta să fie omorât de către un lunetist de la Serviciul Secret câteva secunde mai târziu. Pe măsură ce împușcăturile au fost auzite, participanții la miting au strigat „Rață!” Două focuri au fost trase de forțele de ordine către Crooks. Prima împușcătură, trasă de un membru al unității de servicii de urgență a Butler County, la șase secunde după ce Crooks a tras prima împușcătură, l-a făcut pe Crooks să se retragă și să oprească trasul. Crooks s-a repoziționat, dar a fost ucis înainte de a putea relua să tragă printr-o lovitură de la un contra-lunetist al Serviciului Secret, care a tras la 16 secunde după prima tragere de foc a lui Crooks.
Trump a fost rănit în partea superioară a urechii drepte de o lovitură de la un glonț sau un fragment de glonț. Și-a dus o mână la ureche înainte de a se lăsa pe podium în spatele pupitrului pentru a se adăposti. Agenții Serviciului Secret s-au aruncat spre Trump și l-au protejat. După ce atacatorul a fost declarat „lichidat”, agenții l-au ajutat pe Trump să se ridice. Sângele i se vedea pe ureche și pe față. Le-a cerut agenților Serviciului Secret să-l lase să-și ia pantofii. Potrivit lui Trump, agenții „m-au lovit atât de tare încât mi-au căzut pantofii, iar pantofii îmi sunt strânși”. S-au oferit și să-l pună pe targă, dar el a refuzat. În timp ce ieșea de pe scenă, Trump le-a spus agenților Serviciului Secret să aștepte, apoi a ridicat pumnul, l-a arătat spre mulțime și a rostit cuvintele „Luptăm! Luptăm! Luptăm!” Mulțimea a răspuns cu urale și scandări precum „U-S-A!”
Când m-am ridicat înconjurat de Serviciile Secrete, mulțimea a fost confuză pentru că credeau că sunt mort. Și a fost o mare, mare tristețe. Am putut vedea asta pe fețele lor în timp ce mă uitam în jur. Ei nu știau că mă uit în jur, au crezut că s-a terminat. Dar am văzut asta, am vrut să fac ceva să le spun că sunt bine. Mi-am ridicat brațul drept, m-am uitat la miile și miile de oameni care așteptau fără suflare și am început să strig: Luptați! Luptați! Luptați!— Donald Trump

Locațiile aproximative, inclusiv echipele de contra-lunetiști ai Serviciului Secret

Trump a fost apoi escortat către un vehicul și dus la cel mai apropiat spital, Spitalul Memorial Butler.
Trump a atribuit un grafic mare care afișează statisticile imigrației cu salvarea vieții sale. Imediat înainte de prima lovitură, și-a întors capul spre dreapta, spre diagramă, și a arătat spre ea. Mișcarea a îngustat profilul craniului lui Trump spre direcția trăgatorului, salvându-l posibil de o rană directă prin împușcătură în craniu. Trump a spus mai târziu: „Dacă nu aș fi îndreptat spre acea diagramă și nu aș fi întors capul să mă uit la ea, acel glonț m-ar fi lovit chiar în cap”.

### Cronologia evenimentelor
| Time (EDT)    | Event | References                                       |
| ------------- | --- | ------------------------------------------------ |
| ~9:30 a.m.    | Thomas Matthew Crooks cumpără o scară de la un magazin Home Depot din Bethel Park. | [ 38 ]                                           |
| ~10:00 a.m.   | Crooks conduce la locul adunării din Butler, rămânând puțin mai mult de o oră. | [ 38 ]                                           |
| ~11:10 a.m.   | Crooks se întoarce la Bethel Park și cumpără 50 de cartușe de muniție de la Allegheny Arms & Gun Works. | [ 38 ]                                           |
| ~3:35 p.m.    | Crooks sosește din nou la locul adunării din Butler. | [ 38 ]                                           |
| ~3:50 p.m.    | Crooks folosește o dronă pentru 11 minute pentru a survola zona și a-și găsi eventual o poziție de tragere. | [ 31 ] [ 38 ]                                    |
| 4:26 p.m.     | După ce un contra-lunetist local de aplicare a legii poziționat în depozitul AGR International își încheie tura și îl observă pe Crooks în timp ce pleacă, el îi anunță pe ceilalți lunetiști din depozit că Crooks l-a văzut părăsind depozitul și poate ști acum că forțele de ordine sunt poziționate înăuntru. | [ 38 ]                                           |
| 5:06 p.m.     | Crooks este filmat de două ori în afara perimetrului securizat de un cetățean care filmează mulțimea. | [ 51 ]                                           |
| 5:14 p.m.     | Ofițerii de poliție îl fotografiază de două ori pe Crooks lângă magnetometrele evenimentului, după ce l-au evaluat ca acționând suspicios. | [ 49 ] [ 38 ]                                    |
| 5:38 p.m.     | Fotografiile care îl arată pe Crooks în timp ce folosește un telemetru sunt împărtășite între membrii unității de servicii de urgență din Beaver Country. | [ 38 ]                                           |
| 5:44 p.m.     | Un ofițer de poliție de stat, situat într-o remorcă la aproximativ 300 de metri de locul mitingului, este informat despre Crooks printr-un apel de la Ed Lenz, comandantul tactic al unității mobile din Butler County. Ofițerul transmite informațiile omologilor săi de la Serviciul Secret în trailer. | [ 56 ]                                           |
| 5:51 p.m.     | Poliția de stat din Pennsylvania anunță Serviciul Secret despre o persoană suspectă cu un telemetru la sol. | [ 49 ] [ 50 ] [ 89 ] [ 58 ] [ 59 ] [ 51 ]        |
| 5:52 p.m.     | Serviciul Secret informează echipa de contra-lunetiști și agenții de intervenție despre o persoană suspectă. Contra-lunetiștii Serviciului Secret îl observă pe Crooks. | [ 89 ] [ 49 ] [ 50 ] [ 52 ] [ 58 ] [ 59 ] [ 51 ] |
| 5:54 p.m.     | Lenz raportează ofițerilor de control al traficului că unitatea sa l-a pierdut din vedere pe Crooks. | [ 56 ]                                           |
| 6:02 p.m.     | În timp ce Donald Trump se pregătește să urce pe scenă, un lunetist din Beaver County îl localizează pe Crooks, care merge cu un rucsac într-o fundătură dintre cele mai nordice clădiri AGR. | [ 56 ]                                           |
| ~6:03 p.m.    | Trump urcă pe scenă. | [ 54 ] [ 89 ] [ 85 ] [ 38 ] [ 90 ] [ 47 ]        |
| 6:05:12 p.m.  | Trump își începe discursul. | [ 55 ] [ 54 ] [ 47 ] [ 85 ]                      |
| 6:06 p.m.     | Crooks escaladează o unitate de aer condiționat pentru a accesa acoperișul unei clădiri AGR International, în timp ce ofițerii de la sol îl caută. | [ 57 ] [ 56 ] [ 55 ]                             |
| 6:08 p.m.     | Crooks traversează o serie de acoperișuri interconectate pentru a ajunge la cel mai sudic depozit al complexului AGR International. Poziția lui de pe acoperiș este stabilită de oamenii legii locali. | [ 38 ] [ 56 ] [ 57 ]                             |
| ~6:09 p.m.    | Mai mulți trecători observă o persoană care poartă o pușcă pe un acoperiș îndepărtat și raportează observațiile lor oamenilor de ordine. | [ 58 ] [ 59 ] [ 56 ] [ 89 ]                      |
| ~6:11.05 p.m. | Ridicat de un alt ofițer, un ofițer de poliție din Butler Township încearcă să urce pe acoperișul pe care se află Crooks. Crooks își îndreaptă pușca spre ofițer, iar ofițerul îi eliberează strânsoarea, căzând 8 picioare (2,4 m) la pământ și rănindu-și grav glezna. Ofițerul raportează prin radio că Crooks este înarmat cu o „pistolă lungă”. Lenz solicită desfășurarea forței de răspuns rapid din județul Butler, situată în apropierea complexului AGR International. | [ 65 ] [ 56 ] [ 57 ] [ 47 ]                      |
| 6:11:33 p.m.  | Imediat după întâlnirea cu forțele de ordine, Crooks trage primul dintre cele opt focuri la fața locului. Trump își întrerupe discursul la mijlocul propoziției în timp ce împușcătura este trasă. | [ 55 ] [ 89 ] [ 66 ] [ 67 ]                      |
| 6:11:34 p.m.  | Trump pune mâna la urechea dreaptă. Crooks trage al doilea foc de armă. | [ 55 ] [ 89 ] [ 74 ] [ 85 ]                      |
| 6:11:35 p.m.  | Trump se adăpostește în spatele pupitrului în timp ce agenții Serviciului Secret încep să facă scut în jurul lui. | [ 55 ] [ 74 ] [ 85 ] [ 75 ] [ 90 ]               |
| 6:11:37 p.m.  | Crooks mai trage cinci focuri. Un foc de avertisment este tras de un membru al unității de servicii de urgență a Butler County. Crooks se oprește să tragă. | [ 55 ] [ 89 ] [ 74 ] [ 60 ] [ 72 ]               |
| 6:11:49 p.m.  | Crooks este omorât prin împușcătură de către un lunetist al Serviciului Secret. | [ 66 ] [ 60 ] [ 72 ] [ 67 ] [ 91 ]               |
| 6:12:25 p.m.  | În timp ce agenții Serviciului Secret îl ridică pe Trump, pregătindu-se să-l scoată din scenă, el le cere să aștepte până când își ia pantofii. | [ 55 ] [ 80 ] [ 47 ] [ 77 ]                      |
| 6:12:47 p.m.  | Agenții serviciilor secrete încep să-l escorteze pe Trump în afara scenei, în timp ce Trump ridică pumnul, îl îndreaptă spre mulțime și începe să rostească cuvintele „Luptăm! Luptăm! Luptăm!” | [ 55 ] [ 80 ] [ 77 ] [ 47 ]                      |
| 6:14 p.m.     | Trump este escortat la un vehicul și dus la Spitalul Memorial Butler (BMH) din apropiere pentru examinare. | [ 89 ] [ 85 ] [ 92 ]                             |
| 6:40 p.m.     | Camera de urgență a BMH este eliberată, iar Trump începe să primească tratament. | [ 89 ]                                           |
| 6:51 p.m.     | Echipa de campanie a lui Trump a lansat o declarație în care îl descrie pe Trump drept „în regulă”, deoarece este examinat medical. | [ 55 ] [ 47 ]                                    |
| 8:42 p.m.     | Trump postează o declarație pe Truth Social despre tentativa de asasinat. | [ 55 ] [ 47 ] [ 85 ]                             |
| 8:53 p.m.     | Coloana lui Trump părăsește BMH, spre Aeroportul Internațional Pittsburgh (PIT). | [ 55 ] [ 93 ]                                    |
| 10:49 p.m.    | Coloana lui Trump ajunge la PIT. Trump este „ținut pe loc” la aeroport. | [ 89 ] [ 93 ]                                    |
| 11:21 p.m.    | Trump părăsește PIT cu un zbor care se îndreaptă spre Aeroportul Internațional Newark Liberty. | [ 89 ] [ 94 ]                                    |

## Victime
Corey Comperatore din Sarver, Pennsylvania, a fost ucis de focurile de armă. Comperatore, în vârstă de 50 de ani, a lucrat ca inginer de proiectare și scule și a fost fostul șef al Companiei de pompieri voluntari din Buffalo Township. Potrivit familiei lui Comperatore și guvernatorului din Pennsylvania, Josh Shapiro, el a murit în timp ce și-a protejat soția și cele două fiice de focuri de armă. Pe lângă Trump, o serie de alte persoane au fost rănite. Alți doi bărbați din public, în vârstă de 57 și 74 de ani, au fost împușcați și răniți grav. Ambii erau în stare stabilă în ziua următoare. Victima în vârstă de 57 de ani a fost externată din spital pe 24 iulie; în vârstă de 74 de ani, a fost externată pe 26 iulie.

Reprezentantul SUA, Ronny Jackson, a declarat că un glonț i-a zdrobit gâtul nepotului său, care a fost tratat de personalul medical la fața locului. Patru ofițeri de poliție din Pittsburgh, care se aflau la câțiva pași de Trump, au suferit răni minore din cauza resturilor zburătoare când gloanțele au lovit obiecte din apropiere.

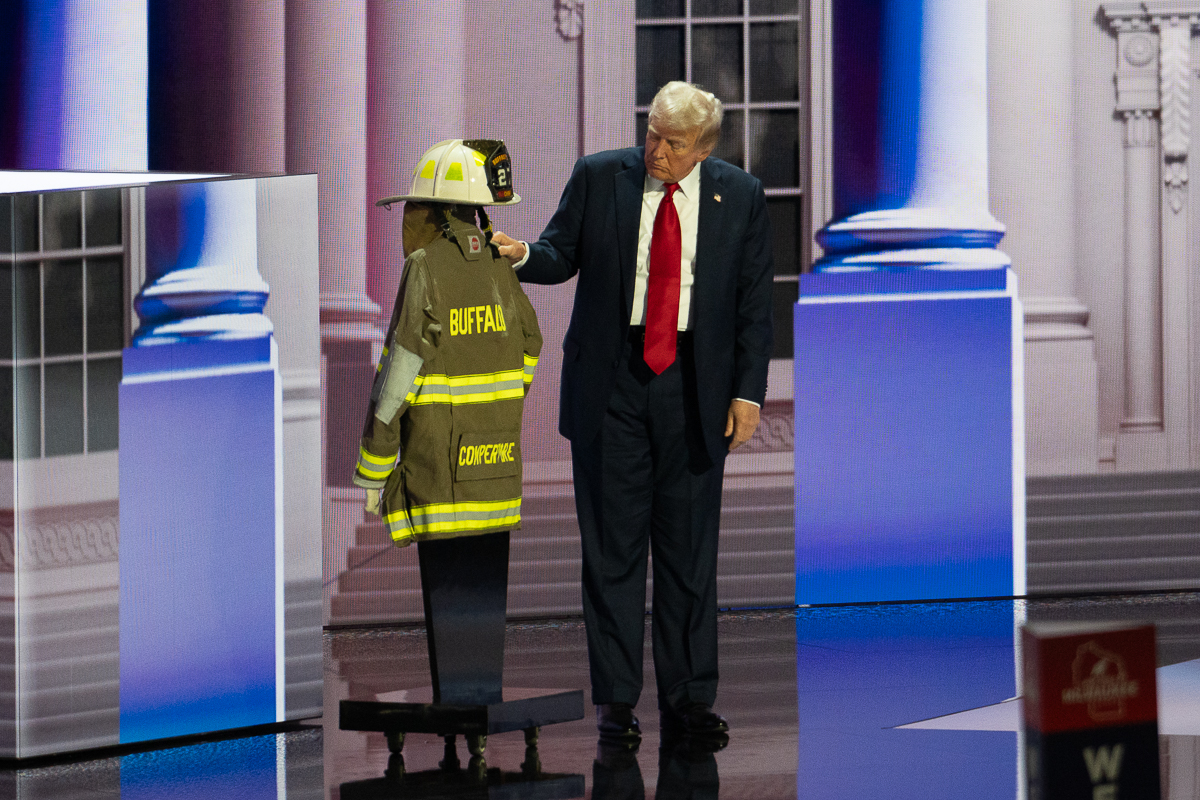
Trump stă alături de uniforma pompierilor a lui Corey Comperatore în timp ce susținea discursul său de acceptare din 18 iulie la Convenția Națională Republicană din 2024

## Atacator
Pe 14 iulie, FBI l-a identificat pe atacator ca fiind un om în vârstă de 20 de ani pe nume Thomas Mathew Crooks din Bethel Park, Pennsylvania, localitate aflată la o oră de mers cu mașina de locul mitingului. Se crede că Crooks a acționat de unul singur. Pușca folosită de Crooks fusese cumpărată legal de tatăl său în 2013, care i-a vândut-o lui Crooks în octombrie 2023. Nu a avut cazier în istoric. FBI a spus că „nu există nicio dovadă de vreo problemă mintală de sănătate” în ceea ce îl privește pe Crooks.
Crooks a urmat liceul Bethel Park și a absolvit Colegiul Comunitar din Allegheny County cu două luni înainte de împușcare. A lucrat ca asistent dietetic în bucătăria unui azil de bătrâni din apropiere. Unii oameni care l-au cunoscut l-au caracterizat ca fiind tăcut, iar un fost coleg de clasă a spus că a fost agresat „în fiecare zi” la școală pentru că purta camuflaj la clasă. De asemenea, cei mai mulți vecini l-au descris pe Crooks ca fiind tăcut și ca pe o „persoană normală”. A fost membru al Clairton Sportsmen's Club, care are o rază de acțiune de pușcă de 200 de iarzi (180 metri).
După eveniment, FBI a descoperit un cont de rețea de socializare „care se crede a fi asociat cu atacatorul” cu aproximativ 700 de comentarii din 2019 până în 2020. Conținutul postărilor a fost descris ca fiind antisemit, anti-imigranți, extrem și susținând violența politică.  Activitatea sa pe internet înainte de atac a inclus căutări legate de împușcătura din 2021 la liceul Oxford și pentru alți politicieni și evenimentele acestora.
Era republican înregistrat; înregistrarea ca alegător era activă din septembrie 2021, luna în care a împlinit 18 ani. Înregistrările federale privind finanțarea campaniei arată că, pe 20 ianuarie 2021, când avea 17 ani, Crooks a donat 15 dolari unui grup de prezență la vot, Progressive Turnout Project, printr-o platformă numită ActBlue, care este folosită de Democrați și organizațiile progresiste.

## Urmări
Trump a fost transportat la Spitalul Memorial Butler pentru examinare imediat după ce a avut loc evenimentul cu împușcăturile. Un purtător de cuvânt al Serviciului Secret a confirmat că este în siguranță. Coloana lui Trump a părăsit spitalul la ora 21:30 îndreptându-se spre Aeroportul Internațional Pittsburgh. Trump a aterizat pe Aeroportul Internațional Newark Liberty din New Jersey la primele ore ale zilei de 14 iulie și a petrecut o noapte la Trump National Golf Club Bedminster. Securitatea la Trump Tower  și RNC a fost întărită după atac.
La scurt timp după ce a fost confirmat ca fiind sigur, Trump a lansat o declarație pe propria sa platformă de socializare Truth Social:
Vreau să mulțumesc Serviciului Secret al Statelor Unite și tuturor forțelor de ordine pentru răspunsul lor rapid la împușcătura care tocmai a avut loc în Butler, Pennsylvania. Cel mai important, vreau să transmit condoleanțe familiei persoanei de la miting care a fost ucisă, precum și familiei altei persoane care a fost grav rănită. Este incredibil că un astfel de act poate avea loc în țara noastră. Nu se știe nimic în acest moment despre trăgător, care acum este mort. Am fost împușcat cu un glonț care mi-a străpuns partea superioară a urechii drepte. Mi-am dat seama imediat că ceva nu era în regulă, în sensul că am auzit un șuierat, împușcături și imediat am simțit glonțul sfâșiind pielea. A avut loc multă sângerare, așa că mi-am dat seama atunci ce se întâmplă. DUMNEZEU SĂ BINECUVÂNTEZE AMERICA!— Donald Trump
Nicio informație despre starea de sănătate a lui Trump nu a fost lansată în timpul săptămânii ce a urmat atacului. Reprezentantul Ronny Jackson, fostul medic al lui Trump de la Casa Albă, a lansat o declarație despre rana lui Trump și tratament pe 20 și 26 iulie; cu toate acestea, nici medicul lui Trump, nici medicii de la Butler Memorial Hospital nu au făcut nicio declarație, iar unele întrebări despre diagnosticul și tratamentul lui Trump au rămas fără răspuns.
Trump a participat la Convenția Națională Republicană (RNC) pe 15 iulie cu un bandaj acoperindu-i toată urechea dreaptă. Câțiva participanți la RNC au început să poarte bandaje false pentru urechi în timpul convenției, un strateg republican declarând pentru Washington Post: „A fost cu adevărat un moment suprarealist pe care oamenii încă îl procesează și acesta este o demonstrație de solidaritate recunoscută într-un moment politic meme-ificat.” Convenția a început cu delegatul Arizona Joe Neglia, Neglia afirmând că și-a făcut bandajul în drum spre Milwaukee, după ce l-a văzut pe Trump purtând unul în timpul primei sale apariții după tentativa de asasinat.

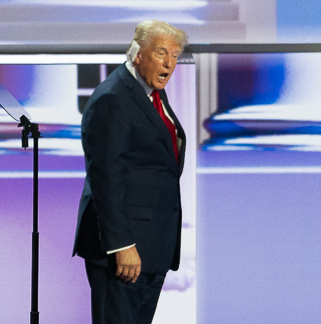
Trump poartă un bandaj la ureche la Convenția Națională Republicană din 2024

Echipa de campanie a lui Trump a organizat o campanie de strângere de fonduri GoFundMe pentru participanții la miting care au fost răniți sau uciși, strângând peste 2 milioane de dolari până pe 14 iulie. Uniforma de pompieri a lui Comperatore, cu numele său scris greșit de către departamentul de pompieri ca „Compertore”, a fost adusă pe scenă în timpul discursului lui Trump la RNC. Trump a sărutat casca lui Comperatore. Înmormântarea lui Comperatore a avut loc a doua zi, pe 19 iulie.
După împușcare, acțiunile legate de interesele media și tehnologice ale lui Trump au cunoscut o creștere semnificativă, precum și acțiunile altor companii care ar putea beneficia de o președinție a lui Donald Trump, cum ar fi acțiunile în criptomonede și stocurile de arme. Acțiunile Trump Media & Technology Group au crescut cu 31%, ridicându-și valoarea bursieră la 7,7 miliarde de dolari, iar acțiunile majore legate de criptomonede, inclusiv mineritul de Coinbase și Bitcoin, Riot Platforms și Marathon Digital, au înregistrat creșteri de la 11% la 18%. Platforma de partajare video Rumble, cunoscută pentru popularitatea sa în rândul telespectatorilor conservatori, și-a văzut prețul acțiunilor să crească cu 21%. Aceste creșteri reflectă creșterea încrederii investitorilor în șansele lui Trump de a câștiga viitoarele alegeri prezidențiale din SUA.
Potrivit CNN, schimbul de intervenții publice după eveniment a fost urmat de tensiuni între oficialii locali de aplicare a legii și Serviciul Secret.

### Investigația
FBI conduce o investigație alături de Divizia de Securitate a Departamentului de Justiție al Statelor Unite, Serviciul Secret American și Biroul de Alcool, Tutun, Muniție și Explozibili. Incidentul este investigat ca o tentativă de asasinat, și de asemenea ca un act de terorism intern.
Poliția a preluat corpul lui Crook de pe acoperiș. Nu purta niciun act de identitate. FBI i-a confirmat identitatea prin amprente biometrice și amprentarea ADN-ului. Explosibilii au fost găsiți în casa lui Crooks și în mașina folosită de acesta să se deplaseze la miting. Un transmițător de la distanță a fost găsit în buzunarul său. Crooks deținea două smartphones și cel puțin un laptop.
La scurt timp după împușcătură, personalul Laboratorului FBI a efectuat investigații criminalistice pe dispozitivele mobile pe smartphone-urile sale, ceea ce presupune înfrângerea măsurilor de securitate ale dispozitivului. Acest lucru, potrivit unui cercetător al Fundației Electronic Frontier, a fost probabil realizat folosind un dispozitiv Cellebrite sau o metodă internă nedezvăluită. Ei au descoperit că Crooks căutase imagini cu Trump, Biden și cu alte câteva persoane publice și că a căutat datele mitingurilor lui Trump și ale Convenției Naționale Democrate. Anchetatorii au mai descoperit că, în aprilie 2024, el a făcut căutări despre tulburarea depresivă majoră, deși nu a existat o determinare dacă a fost diagnosticat. Directorul FBI, Christopher Wray, descoperise că, pe 6 iulie, Crooks făcuse o căutare despre „cât de departe era Oswald de Kennedy”, făcând referire la asasinarea lui John F. Kennedy și că acesta se înregistrase la mitingul lui Trump la acea dată. FBI-ul a descoperit, de asemenea, că cu două ore înainte de tentativa de asasinat, Crooks a zburat cu o dronă în apropierea mitingului.
Pe 25 iulie, FBI-ul a declarat că dorește să-l intervieveze pe Trump, ca victimă a crimei, pentru a obține declarația sa de victimă. Într-un interviu Fox News din 29 iulie, Trump a spus că se aștepta ca interviul FBI să aibă loc pe 1 august. Biroul pentru Afaceri Publice al FBI a lansat o declarație pe 27 iulie în care spunea „Ceea ce l-a lovit în ureche pe fostul președinte Trump a fost un glonț, întreg sau fragmentat în bucăți mai mici, tras din pușca atacatorului decedat.” O analiză de la New York Times a evenimentelor, inclusiv a traiectorii gloanțelor și alte informații, a concluzionat că primul glonț tras de Crooks i-a zgâriat urechea lui Trump.
În timpul unei audieri din Senat, directorul Serviciului Secret Rowe nu a putut să răspundă cum și-a adus Crooks pușca pe acoperișul depozitului AGR International din Butler; BBC l-a descris ca fiind un „mister rămas” al anchetei în curs de desfășurare.

### Criticarea măsurilor de securitate
Măsurile de securitate ale Serviciului Secret responsabile cu protejarea fostului președinte în timpul mitingului au fost criticate pentru că nu au asigurat accesul pe acoperișul clădirii de pe care Crooks a început să tragă. În clădire au fost prezenți trei lunetiști de poliție, dar niciunul nu a fost prezent pe acoperiș și nici nu a putut să o acopere. Sursele locale de poliție intervievate de BeaverCountian.com au spus că acest lucru se datorează „planificării extrem de proaste” și lipsei de forță de personal. Atât parlamentarii democrați, cât și cei republicani și-au exprimat îngrijorarea cu privire la ceea ce ei au perceput drept erori sau neglijeri care l-au expus pe Trump la un atac armat. Serviciul Secret a declarat că a adăugat resurse de protecție pentru a se adapta programelor de călătorie ale campaniei, contestând afirmațiile că nu a oferit protecția suplimentară cerută pentru Trump. Directorul Serviciului Secret, Kimberly Cheatle, a recunoscut că lipsa de reacție a fost „inacceptabilă”. Într-o inversare a declarației, Serviciul Secret a recunoscut ulterior respingerea cererilor din partea echipei de campanie a lui Trump pentru securitate suplimentară din ultimii doi ani. Solicitările au inclus lunetiști suplimentari și echipe speciale pentru evenimente în aer liber.
Mai mulți politicieni și oficiali proeminenți, în mare parte republicani, au susținut că angajarea DEI de către administrația Biden a compromis pregătirea serviciilor secrete. Directorul Serviciilor Secrete Kimberly Cheatle și agenții de sex feminin care servesc în echipa de securitate al lui Trump s-au confruntat cu o atenție deosebită, mai ales după publicarea unui videoclip care îl arată pe unul dintre agenții care se luptă să-și țină arma în toc și ghemuit în spatele lui Trump. Trump a vorbit în apărarea unei femei agent care l-a protejat în timp ce era escortat în afara scenei și i-a lăudat curajul.
Președintele Biden a ordonat o analiză independentă a securității federale oferite de Serviciul Secret pentru a înțelege modul în care bărbatul înarmat aproape l-a asasinat pe Trump dintr-un unghi clar. Concluziile acestei analize vor fi făcute publice. În plus, Biden a instruit Serviciul Secret să reevalueze toate protocoalele de securitate pentru Convenția Națională Republicană de la Milwaukee, unde era de așteptat ca Trump să fie nominalizat oficial drept candidat republican la alegerile prezidențiale din 5 noiembrie..
Candidatului independent la președinție Robert F. Kennedy Jr. i s-a aprobat să primească protecția Serviciului Secret la două zile după tentativa de asasinat împotriva lui Trump. Kennedy a căutat anterior protecție de la Serviciul Secret, dar a fost refuzat de secretarul Departamentului pentru Securitate Internă, Alejandro Mayorkas. Kennedy se bazase în schimb pe o firmă de securitate privată pe durata campaniei sale prezidențiale.
Pe 22 iulie, Cheatle a depus mărturie în fața Comitetului Camerei Statelor Unite pentru Supraveghere și Responsabilitate; New York Times a raportat că ea nu a răspuns la întrebările de bază despre tentativa de asasinat. Parlamentarii ambelor partide au cerut demisia ei. Pe 23 iulie, Cheatle și-a anunțat demisia.
Potrivit New York Times agențiile de aplicare a legii care au asistat Serviciul Secret în ziua împușcăturii au fost poliția de stat din Pennsylvania, departamentul de poliție din comitatul Butler, șeriful din comitatul Butler, Biroul de poliție din Pittsburgh și echipele tactice din mai multe comitate.. Comisarul poliției de stat din Pennsylvania a mărturisit că ofițerii de la eveniment au fost ocupați să răspundă la peste 100 de apeluri de urgență legate de căldură și să gestioneze mai multe rapoarte despre persoane suspecte la miting, ceea ce nu a fost considerat neobișnuit.
Potrivit unui raport din New York Times, Serviciul Secret nu a acceptat oferte de a folosi o dronă pentru a le sprijini supravegherea la locul de miting din Butler.

### Fotografii
Fotograful Evan Vucci de la Associated Press a surprins imagini lăudate pe scară largă ale unui Trump însângerat care își ridică pumnul în aer, înconjurat de membri ai serviciilor secrete, cu un drapel american în fundal. Fotografiile s-au răspândit rapid pe rețelele de socializare și televiziune și au fost răspândite pe scară largă de aliații lui Trump, inclusiv Comitetul Senatorial Republican Național, membrii familiei și membrii republicani ai Congresului. Imaginile au fost văzute ca încapsulând puterea, rezistența, patriotismul, Donald Trump însuși, Statele Unite, precum și războiul cultural care se desfășoară în țară.
De asemenea, reprodusă și discutată pe scară largă a fost o imagine a fotografului de la New York Times, Doug Mills, care arată aparent un glonț care trecea pe lângă Trump.

## Reacții
Incidentul a fost cea mai serioasă încercare de a ucide un președinte american sau un candidat la președinție de când Ronald Reagan a fost împușcat în 1981.. Politologii, istoricii, și mai multe figuri politice republicane și democrate au argumentat că tentativa de asasinat este rezultatul polarizării politice din Statele Unite. Împușcarea a dus la un val de simpatie larg răspândită pentru Trump pe rețelele de socializare, și personalități publice din spectrul politic atât pe plan intern, cât și internațional a cerut o scădere a tensiunilor, condamnând tentativa de asasinat.

### Interne
Am fost informat despre focurile de armă de la mitingul lui Donald Trump din Pennsylvania.
Sunt recunoscător să aud că este în siguranță și se descurcă bine. Mă rog pentru el și familia lui și pentru toți cei care au fost la miting, în timp ce așteptăm informații suplimentare.
Jill și cu mine suntem recunoscători Serviciului Secret pentru că l-au adus în siguranță. Nu există loc pentru acest tip de violență în America. Trebuie să ne unim ca o singură națiune pentru a o condamna.
După atac, președintele Joe Biden a spus: „Uitați, nu există loc în America pentru acest tip de violență. Este ceva bolnav. Este ceva bolnav. Este unul dintre motivele pentru care trebuie să unim această țară... Toată lumea trebuie să o condamne”. Într-o declarație separată, el a spus că este recunoscător că Trump este în siguranță. Biden și-a exprimat public condoleanțele pentru Comperatore, salutând acțiunile sale ca tată. Biden și Trump au vorbit în seara incidentului. Pe 14 iulie, Biden a ordonat o analiză independentă de securitate a mitingului lui Trump și a avertizat împotriva violenței politice într-un discurs din Biroul Oval.
Purtătorul de Cuvânt al Camerei Reprezentanților, Mike Johnson, s-a angajat să deschidă o investigație asupra tentativei de asasinat, solicitând mărturie de la autoritățile federale de aplicare a legii și oficialii de securitate națională. Republicanii din Senat au cerut și Senatului controlat de democrați să organizeze audieri.
Reprezentantul republican al Statelor Unite, Mike Collins, a susținut că Biden „a trimis ordinele” pe Twitter, făcând referire la un citat din Biden care spunea „„Este timpul să pune ținta pe Trump.” Senatorul republican JD Vance, ales ulterior drept candidatul la vicepreședinție al lui Trump — a dat vina pe retorica politică a campaniei lui Biden, în timp ce senatorul republican Tim Scott a dat vina pe mesajele „stângii radicale și mass-mediei corporatiste”. Liderul majorității republicane a Camerei Reprezentanților, Steve Scalise, care a fost grav rănit de un foc de armă la un Congres de baseball, a spus că liderii democrați au alimentat „isterie ridicolă” despre Trump și a cerut încetarea „retoricii incendiare”. Reprezentantul republican Marjorie Taylor Greene l-a criticat pe reprezentantul democrat Bennie Thompson pentru că a introdus un proiect de lege care ar elimina protecția Serviciului Secret pentru infractorii condamnați, inclusiv Trump. Jacqueline Marsaw, un membru al personalului lui Thompson, a fost concediat după o postare pe rețelele de socializare în care scria „Nu accept violența, dar te rog să-ți iei niște lecții de tras, ca să nu ratezi data viitoare, hopa, eu nu am spus asta”.
Steven Woodrow, un membru democrat al Camerei Reprezentanților din Colorado, a postat pe Twitter ca răspuns la tentativa de asasinat: „Ultimul lucru de care avea nevoie America era simpatia pentru diavol, dar aici suntem.” Postarea sa a fost criticată pe scară largă, inclusiv de către Partidul Democrat din Colorado; Woodrow și-a șters contul la aproximativ trei ore după postare. Ulterior, el a declarat pentru Washington Examiner că a condamnat atacul „în cel mai categoric mod”.
Guvernatorul Pennsylvaniei, Josh Shapiro, a denunțat violența politică și a ordonat ca steagurile să fie coborâte până la jumătate în cinstea lui Comperatore, care a fost ucis. Guvernatorul Coloradoului Jared Polis i-a cerut lui Biden să extindă protecția Serviciului Secret pentru candidatul independent la președinție Robert F. Kennedy Jr. Solicitările de protecție din partea Serviciului Secret a candidaților independenți la președinție sunt luate în considerare în funcție de necesitate. Biden a ordonat Serviciului Secret să facă acest lucru pe 15 iulie.

Fostul președinte George W. Bush a numit atacul „un act de lașitate” și a lăudat răspunsul Serviciului Secret. Foștii președinți Barack Obama și Bill Clinton și fostul secretar de stat Hillary Clinton, care a fost adversarul lui Trump la alegerile prezidențiale din 2016, au condamnat de asemenea atacul și i-au urat lui Trump o recuperare rapidă. Mike Pence, care a fost vicepreședinte al Statelor Unite sub Trump (2017–2021) și a lansat o candidatură rivală pentru Trump la alegerile interne din Partidul Republican din 2024, a lansat o declarație în care spunea „Karen și eu îi mulțumim lui Dumnezeu că președintele Trump este în siguranță și se recuperează după tentativa de asasinat de ieri”, lăudând agenții Serviciului Secret pentru răspunsul lor rapid, despre care Pence a considerat că „au salvat vieți fără îndoială”, adăugând „Nu există loc în America pentru violența politică și trebuie condamnată universal." Centrul Carter, fondat de fostul președinte Jimmy Carter, a condamnat atacul și a cerut americanilor „să îmbrățișeze civilitatea". John Hinckley Jr., care a încercat să-l asasineze pe Ronald Reagan în 1981, a spus că „violența nu este calea de urmat”.
Mark Webb, un episcop al Bisericii Metodiste Globale – ramură creștină în care Corey Comperatore era membru al bisericii – a declarat că tentativa de asasinat a fost un „act fără sens de violență și ură” și i-a implorat pe toți să „mângâie pe cei care plâng și oferă cu îndrăzneală promisiunea învierii și a vieții noi prin Isus Hristos”.
Consiliul Național al Bisericilor a condamnat tentativa de asasinat, alături de „polarizarea toxică, retorica urii, demonizarea și denigrarea celor care au opinii diferite.". Arhiepiscopul Timothy Broglio, președintele Conferinței Episcopilor Catolici din Statele Unite, a emis o declarație în care condamnă atacul drept violență politică, subliniind că nu este niciodată o soluție pentru dezacordurile politice.

### Externe
Mulți șefi de stat și de guvern, precum și ai organizațiilor internaționale, au condamnat atacul și i-au exprimat urări de bine lui Trump.
Prim-ministrul Justin Trudeau al Canadei a emis o declarație pe rețelele de socializare în care a spus că este supărat de atac, adăugând că „gândurile mele sunt la fostul președinte Trump, la cei de la eveniment și la toți americanii”. Trudeau a vorbit cu Trump la telefon după atac. În Regatul Unit, premierul Keir Starmer a fost primul care a condamnat atacul, spunând că este îngrozit de atacul asupra lui Trump, declarând că violența politică „nu are loc în societatea noastră”. Palatul Buckingham a confirmat pe 15 iulie că regele Charles al III-lea i-a scris lui Trump după tentativa de asasinat. De asemenea, primul ministru al Scoției, John Swinney, a condamnat incidentul. Pe 14 iulie, președintele palestinian Mahmoud Abbas a trimis o scrisoare lui Trump, pe care acesta din urmă a postat-o pe site-ul său de socializare.
Prim-ministrul Indiei Narendra Modi a condamnat ferm incidentul, afirmând că „violența nu are loc în politică și democrații” și i-a urat lui Trump o însănătoșire rapidă. Premierul Anthony Albanese al Australiei a condamnat atacul, spunând că „nu există loc pentru violență în procesul democratic” și a adăugat că a fost ușurat să audă că Trump este în siguranță. Premierul Christopher Luxon din Noua Zeelandă a spus că a fost șocat să audă despre ceea ce s-a întâmplat, adăugând că „nicio țară nu ar trebui să se confrunte cu asemenea violențe politice."
Cancelarul Germaniei Olaf Scholz a condamnat atacul, catalogându-l un „atac la adresa democrației”, descriind atacul asupra lui Trump ca fiind josnic și urându-i fostului președinte o recuperare rapidă. Alți lideri europeni care au condamnat împușcătura i-au inclus pe Viktor Orbán din Ungaria, Simon Harris din Irlanda, Giorgia Meloni din Italia, Luc Frieden din Luxemburg și Volodymyr Zelenskyy din Ucraina. Președintele Turciei Recep Tayyip Erdoğan a purtat o conversație telefonică cu Trump și și-a lăudat „curajul". Premierul Israelului Beniamin Netanyahu a lansat un videoclip în care condamna atacul și a spus că este un atac la adresa instituțiilor democratice de pretutindeni.
Secretarul General al NATO, Jens Stoltenberg, și-a exprimat șocul la auzirea veștii atacului, condamându-l și urându-i însănătoșire rapidă lui Trump. António Guterres, Secretarul general al Națiunilor Unite, a fost confirmat de un purtător de cuvânt al ONU că a condamnat fără echivoc atacul, descriindu-l ca un act de violență politică. Președinta Comisiei Europene, Ursula von der Leyen, a emis o declarație în care spune că a fost „profund șocată” de evenimentele de la miting și a oferit condoleanțe familiei membrului decedat din public, Corey Comperatore.
Dmitri Peskov, secretarul de presă al președintelui rus Vladimir Putin, a condamnat evenimentul, adăugând că atacul a avut loc într-o atmosferă creată de conducerea lui Biden, în contextul a ceea ce el a susținut a fi încercări de a-l scoate pe Trump de pe arena politică. Cuba a dat vina pe industria armelor din SUA că a sporit violența politică în America. Prim-ministrul georgian Irakli Kobakhidze și alți oficiali ai guvernului georgian au dat vina pentru atac pe „Partidul Războiului Global”, o teorie a conspirației recurentă a partidului Visul Georgian care pretinde o organizație internațională misterioasă care exercită influență asupra lumii occidentale din umbră.

### Online
Evenimentul a strâns multe comentarii din partea utilizatorilor de internet. A existat multă activitate pe Twitter. Tweeturile despre eveniment au câștigat milioane de vizualizări în prima oră;] „Trump” a fost subiectul de top în tendințe, cu peste 228.000 de postări; un flux live a avut sute de mii de oameni în audiență. Postările, imaginile și videoclipurile legate de eveniment nu numai că au fost văzute din conturile pe care utilizatorii le urmăreau, dar au apărut și în mod proeminent în feedurile algoritmice „pentru tine” ale utilizatorilor. În timp ce un public mult mai mare a postat pe Twitter, evenimentul a fost discutat și pe 4chan, TikTok, Reddit, Instagram și Threads deținute de Meta. Explorări similare de activitate au avut loc pe site-ul web pro-Trump patriots.win și Telegram, pentru care unele grupuri de extremă dreapta au efectuat un „model de ștergere în masă a postărilor [...] în cazul în care acesta era unul de-al lor”.
Subiectele de de dezbatere (atât în zona stângii, cât și a dreptei) au implicat detalii despre măsurile de securitate, cine a fost vinovat pentru atac, ce fel de armă a folosit trăgatorul și dacă limbajul folosit de politicieni și mass-media a avut „tensiuni inflamate” și a jucat un rol în motivarea atacului. The Atlantic a descris postările ca „încercând să facă propria ordine pe fondul unei dezordini intense”. Un număr foarte mare de afirmații făcute în perioada imediat următoare atacului au fost neverificate sau presupuse, inclusiv multiple încercări eșuate de a identifica atacatorul. Multe s-au dovedit a fi false, în timp ce altele au fost glume sau farse deliberate.
În timp ce unii oameni de pe Internet (inclusiv utilizatori de stânga, utilizatori de dreapta și boți) au sugerat sau au susținut că atacul a fost organizat ca o operațiune sub steag fals, iar cuvintele „Trump” și „înscenat” „au fost pe scurt două subiecte cu cele mai mari tendințe în perioada imediat după atac, nu a apărut nicio dovadă care să susțină că acesta ar fi fost cazul. Unele afirmații false care au câștigat o circulație semnificativă au fost derivate din rapoartele mass-media timpurii, înlocuite de rapoarte ulterioare, inclusiv afirmația că Trump a fost lovit de un fragment de sticlă care zbura spre el de la un teleprompter care se presupune că a fost spart de un glonț; teleprompterele erau intacte după atac.
După atac, congresmanul Mike Collins, un republican din Georgia, a criticat o declarație pe care Biden a făcut-o la începutul lunii. în timpul unei conversații cu alți democrații: „Am o singură datorie, și asta este să-l înving pe Donald Trump... E timpul să punem ținta pe Trump”. Reuters a spus că „mulți dintre susținătorii lui Trump au început să dea vina pe democrați, încercând să răstoarne scenariul cu privire la cine a alimentat retorica politică aprinsă a Americii, în timp ce cazurile de violență politică ating cote istorice", incluzându-l  pe reprezentantul Texasului Keith Self,  care a declarat că limbajul său a incitat la violență. Mai târziu, Biden și-a cerut scuze pentru remarcă, spunând: „A fost o greșeală să folosesc cuvântul. Nu am spus punctele de vedere. Mă refeream să-l ochim, mă refeream la concentrare pe Trump. Să ne concentrăm pe ceea ce face el”.

### Dezinformarea și teoriile conspirației
Dezinformarea și teoriile conspirației despre tentativa de asasinat de asemenea s-au răspândit rapid pe rețelele de socializare. Adam Berinsky, un expert în dezinformare de la MIT, a descris răspândirea rapidă a acestor teorii online ca pe o reflectare a fragmentării politicii ce prevalează în Statele Unite, iar autorul Colin Dickey, a opinat că răspândirea este rezultatul „unei lungi povești de dragoste cu teorii ale conspirației de tot felul” în țară. Corespondentul pentru dezinformare și rețelele sociale de la BBC News, Marianna Spring, a spus că „schimbarea reală... este modul în care acest tip de limbaj este utilizat pe scară largă de către utilizatorii medii de pe rețelele sociale”, mai degrabă decât să fie la margine, menționând în continuare că multe dintre „cele mai multe -virale" postări false "au venit de la utilizatori de stânga care își împărtășesc în mod regulat opiniile anti-Trump". Associated Press a descris cele două teorii ale conspirației concurente care sunt stabilite online – că atacul a fost fie organizat de Trump, fie orchestrat de Biden – ca fiind „una pentru fiecare capăt al spectrului politic polarizat al Americii.".
Teoriile conspirației au câștigat popularitate în câteva minute. Cuvântul „în scenă” a devenit al doilea subiect de tendință pe Twitter, generând aproximativ 600 de milioane de vizualizări cu ajutorul conturilor bot. Utilizatorii de stânga au postat teorii ale conspirației despre o operațiune de tip „sub steag fals”, denumit „BlueAnon”, cu referire la QAnon. Afirmațiile false includ că atacul și sângele asupra lui Trump au fost falsificate; că s-au folosit actori de criză; că victima care a murit a fost un „sacrificiu” pentru a face încercarea să pară mai realistă"; că împușcătura era menită să îmbunătățească șansele lui Trump de a câștiga alegerile; și, potrivit unui strateg democrat, că atacul a fost organizat de republicani pentru a îmbunătăți imaginea lui Trump. Jurnalistul Taylor Lorenz de la The Washington Post a scris că „Pe măsură ce tot mai mulți americani își pierd încrederea în instituțiile de masă și apelează la comentatori și influenți partizani pentru informații, experții spun că văd o creștere mare în producerea și răspândirea teoriilor conspirației de stânga, un semn că deformarea comună a realității nu mai este comună în primul rând dreptei”. Un sondaj realizat de Morning Consult la două zile după atac a sugerat că unul din cinci americani crede că atacul a fost organizat, inclusiv o treime dintre alegătorii lui Biden.
Pe rețelele de socializare au circulat și teorii ale conspirației de dreapta. „Antifa” a devenit un subiect în tendințe, după ce postările de pe Twitter au pus atacul vina pe un „activist proeminent Antifa", în timp ce alte postări susțineau că făptuitorul era evreu sau transsexual. O fotografie a unei femei transgender care nu are nicio legătură a fost susținută pe rețelele de socializare ca fiind a lui Crooks. CBS News a scris că utilizatorii de pe Twitter au pretins că „resursele Serviciului Secret au fost deturnate de la mitingul lui Trump”, o afirmație nefondată, respinsă de un purtător de cuvânt și reluată de Elon Musk, ca parte a unei „teorii fără temei” conform căreia agenția face parte dintr-o „conspirație pentru a scăpa de fostul presedinte". Mulți susținători ai lui Trump au susținut că evenimentul a fost un complot de stat profund pentru a preveni realegerea lui Trump.
Marjorie Taylor Greene, pe baza comentariilor lui Biden, a spus că „Democrații au vrut să se întâmple asta", iar reprezentantul SUA Mike Collins a făcut afirmația falsă că Biden „a trimis ordinele”. Potrivit New York Times, afirmația că Biden a orchestrat atacul a fost „poate cea mai dominantă” teorie a conspirației. Institutul pentru Dialog Strategic a descris acest lucru ca parte a unei „răspândiri masive online de afirmații false”. Mai târziu, Biden și-a cerut scuze pentru remarcă, spunând: „A fost o greșeală să folosesc cuvântul. Nu am spus punctele de vedere. Mă refeream să-l ochim, mă refeream la concentrare pe Trump. Să ne concentrăm pe ceea ce face el”
În zilele de după atac, o teorie a conspirației s-a centrat pe compania de investiții BlackRock și a fost propagată de promotorii criptomonedei, ca o continuare a narațiunilor anterioare de conspirație care implică această companie. Acest lucru a fost stimulat de faptul că Crooks a apărut într-o reclamă BlackRock în 2022, care a fost filmată la liceul său. În mai puțin de o zi, un tweet care dezvăluie apariția lui Crooks în videoclipul publicitar a fost vizionat de peste 17 milioane de ori. Videoclipul a fost șters de către companie. Teoria conspirației conform căreia unii oameni aveau cunoștință de atac se bazează pe faptul că pe 12 iulie 2024, cu o zi înainte de tentativa de asasinat, compania de investiții Austin Private Wealth a depus un raport la Comisia pentru Valori Mobiliare și Burse în care indică că a scurtat 12 milioane de acțiuni ale Trump Media & Technology Group (simbol DJT) pariând astfel că stocul va scădea. Patru zile mai târziu, depunerea a fost modificată la 1.200 de acțiuni, iar compania și-a cerut scuze pentru „eroarea de depunere". Au fost raportate, de asemenea, mai multe teorii ale conspirației antisemite.